# 阿拉伯海管口黑頭魚
阿拉伯海管口黑頭魚，為輻鰭魚綱黑头鱼目黑頭魚科的其中一種，為深海魚類，分布於印度西太平洋阿曼灣、阿拉伯海、孟加拉灣與珊瑚海海域，棲息深度1717-2020公尺，體長可達28公分，棲息在中層水域，生活習性不明。